# Olof Arenius
Olof Arenius, född 16 december 1700 i Bro socken, Uppland, död 5 maj 1766 i Stockholm, var en svensk målare.

## Biografi
Arenius far var kyrkoherde i Bro och Låssa socknar. Efter en tids teologistudier vid Uppsala universitet vände han sig till hovmålaren David von Krafft och blev en av dennes lärjungar. 1729 begav han sig till Republiken Förenade Nederländerna, men tycks främst ha studerat den i England naturaliserade tysken Godfrey Kneller och svensken Mikael Dahl. Återkommen till Sverige 1736 utnämndes han till hovmålare "på Hessiska staten" hos kung Fredrik I och kom genast i ropet som populär porträttmålare hos tidens trendkänsliga publik. Under sin vistelse utomlands gifte han sig med en holländska. 
Arenius är representerad vid bland annat Nationalmuseum, Norrköpings Konstmuseum, Nordiska museet, Smålands museum, Upplandsmuseet, Länsmuseet Gävleborg, Miliseum, Skansen, Göteborgs stadsmuseum, Uppsala universitetsbibliotek och Kulturen vid Livrustkammaren förvaras flera av
Johan Fredrik Martins graverade kopparplåtar med Arenius motiv.  

## Galleri

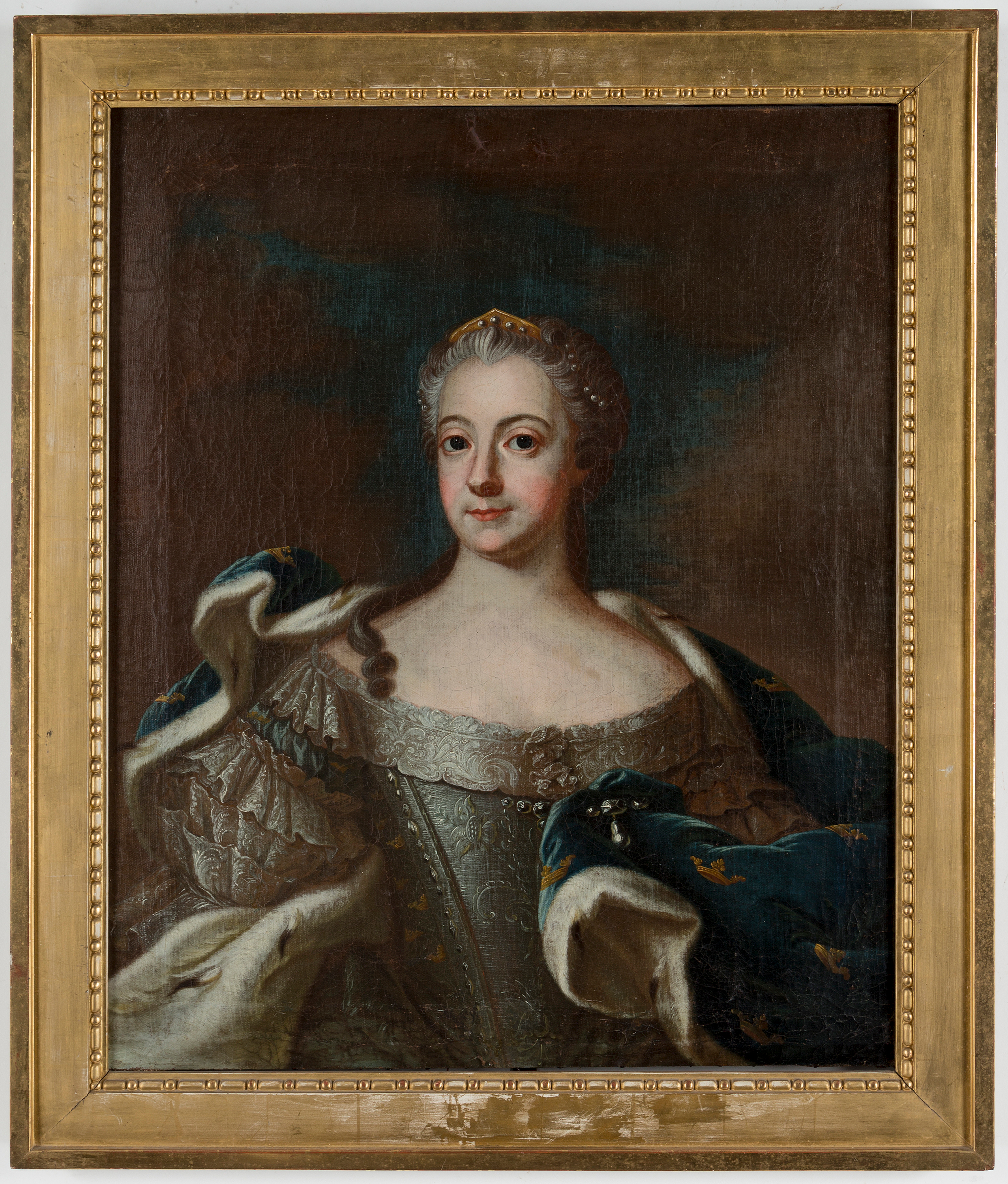
Porträtt av Lovisa Ulrika i klänning av silvertyg, samt med en furstlig mantel över axlarna. Före 1751.
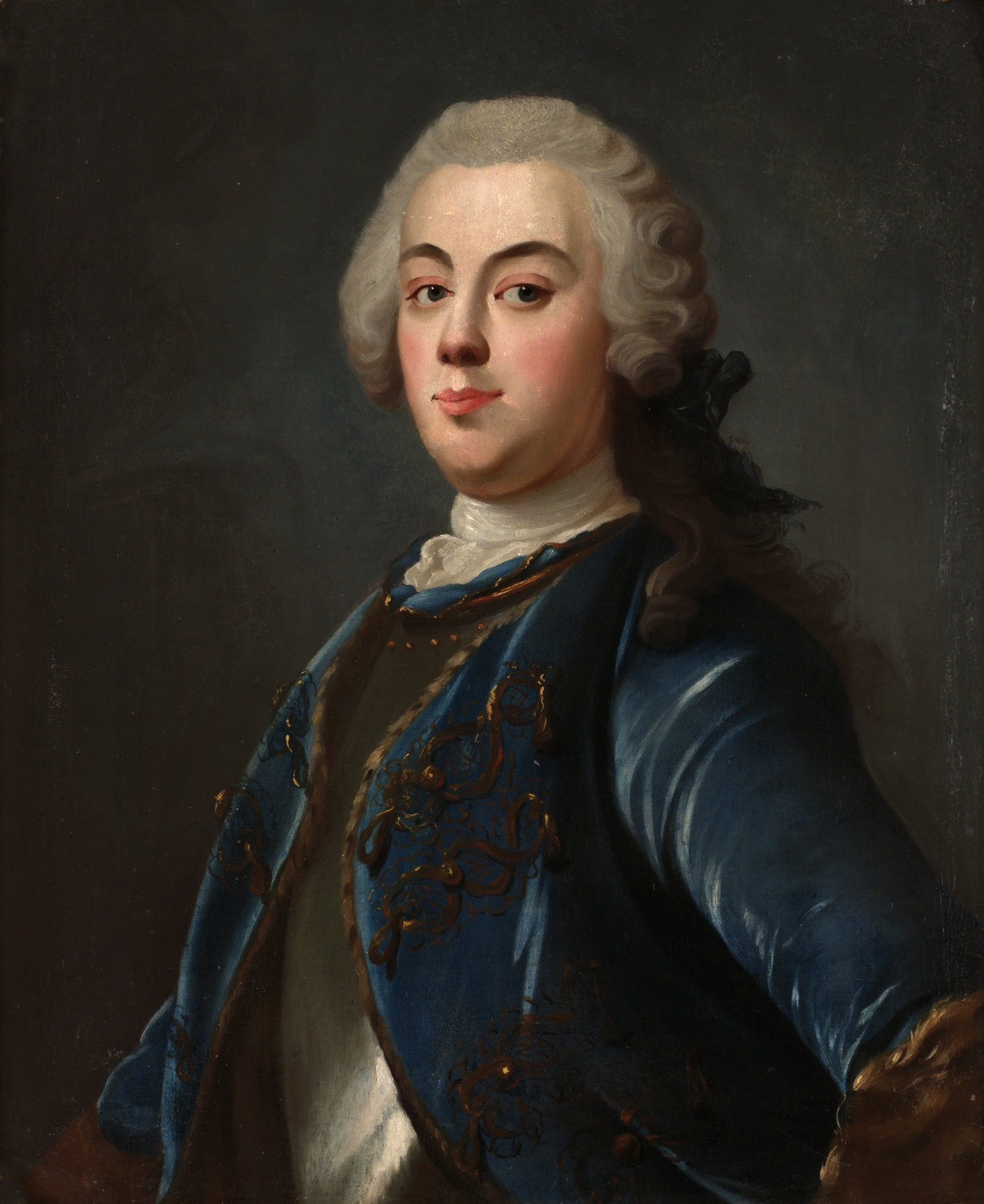
Ädling i blå sammetsrock och bröstharnesk
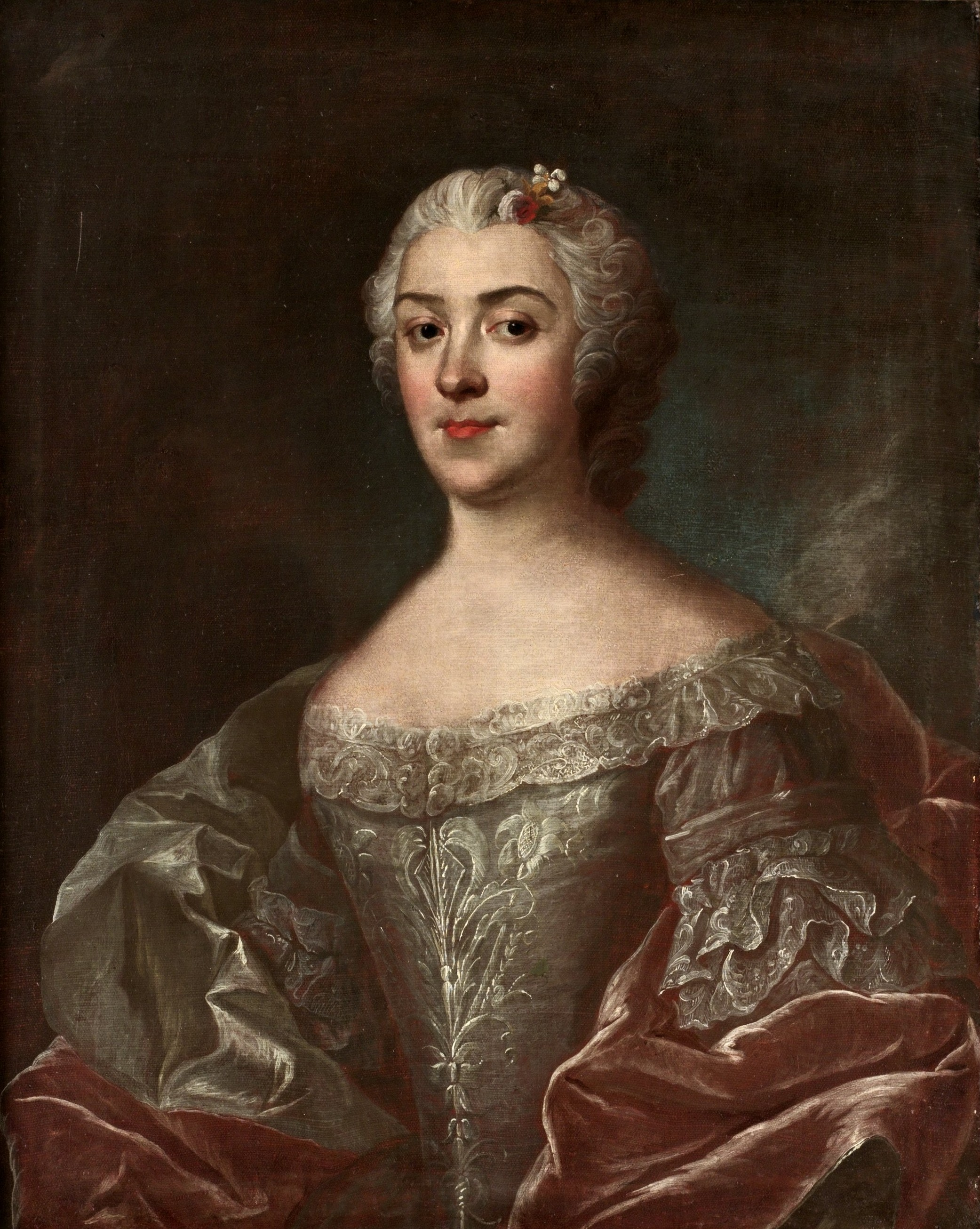
Grevinnan Kristina Horn af Åminne
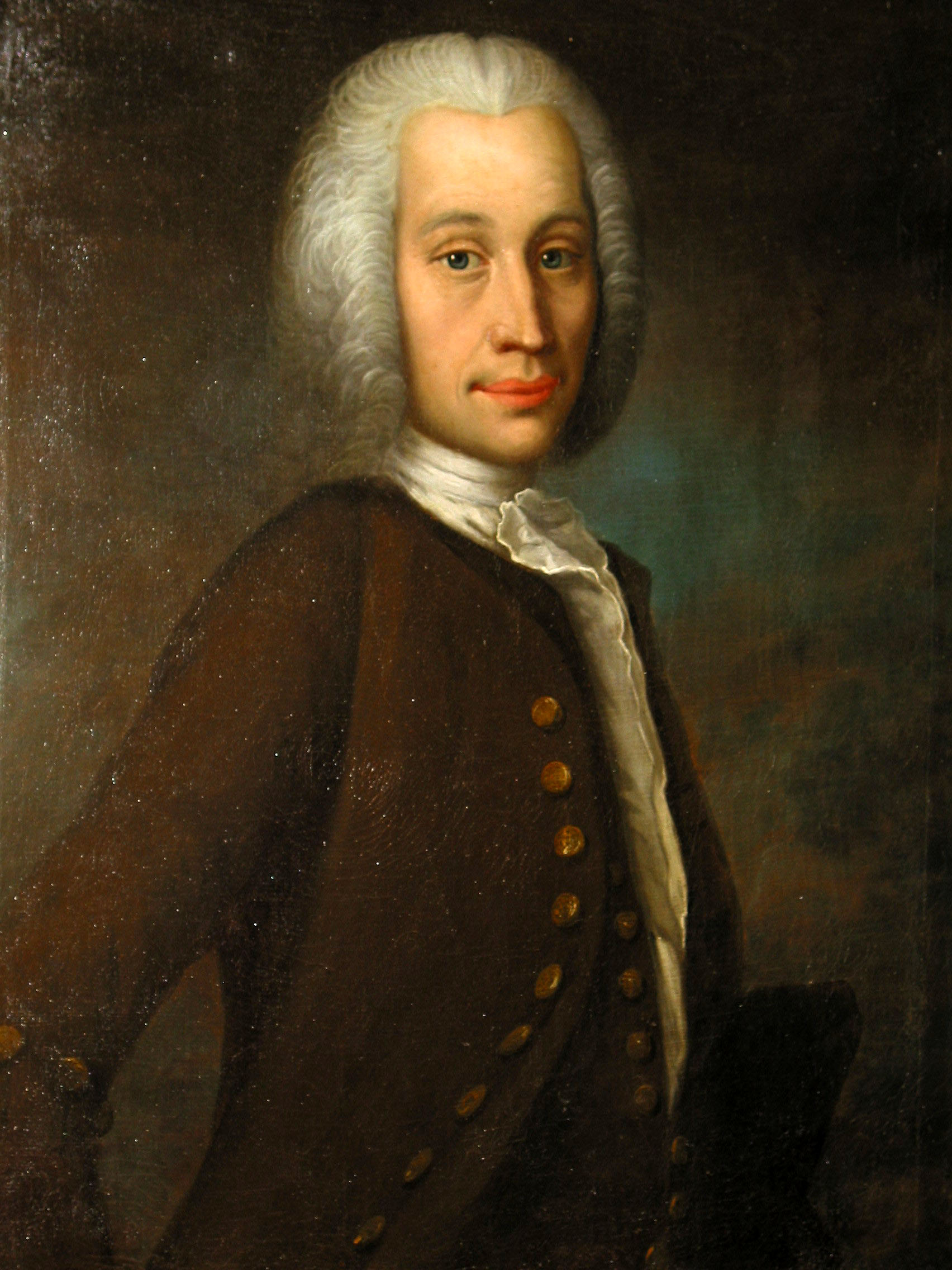
Porträtt av Anders Celsius
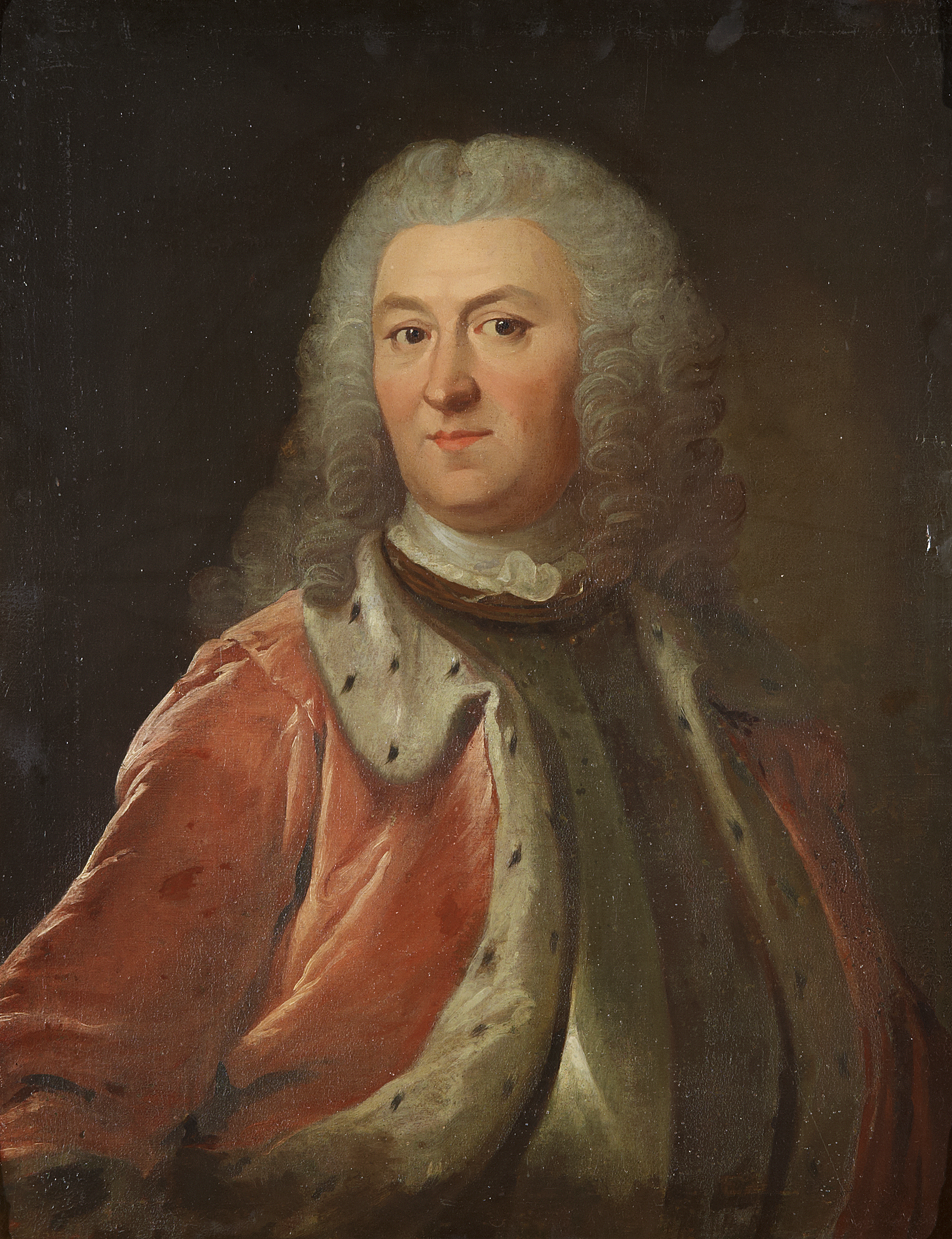
Porträtt av Axel Löwen
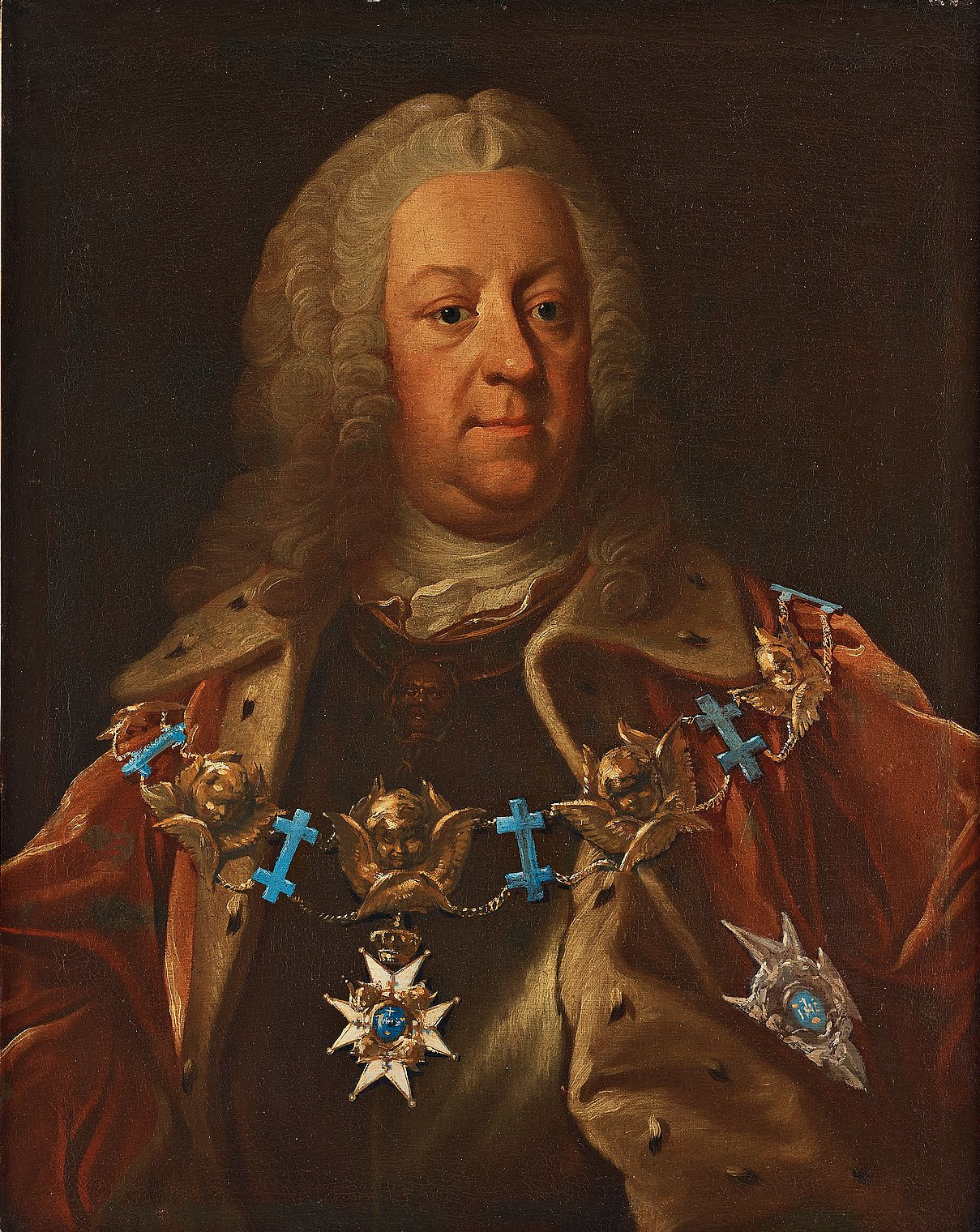
Porträtt av Arvid Posse